# Charles Somerset, 4. Duke of Beaufort

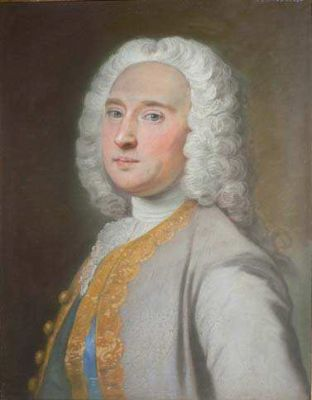
Charles Somerset, 4. Duke of Beaufort (William Hoare)

Charles Noel Somerset, 4. Duke of Beaufort (* 12. September 1709 in London; † 28. Oktober 1756 in Badminton, Gloucestershire) war ein britischer Peer und Politiker.

## Leben
Somerset war der dritte und jüngste, aber zweite überlebende Sohn des Henry Somerset, 2. Duke of Beaufort (1684–1714), aus dessen zweiter Ehe mit Lady Rachel Noel († 1709), Tochter und Coerbin des Wriothesley Noel, 2. Earl of Gainsborough. Als jüngerer Sohn eines Dukes führte er seit Geburt das Höflichkeitsprädikat Lord. Er besuchte ab 1717 die Westminster School und ab 1725 das University College der University of Oxford, wo er 1727 Master of Arts und 1736 Doctor of Civil Law wurde.
1731 wurde der Tory als Abgeordneter für das County Monmouthshire ins britische House of Commons gewählt. Ab der nächsten Wahl 1734 war er Abgeordneter für das Bourough Monmouth. Beim kinderlosen Tod seines Bruders Henry Scudamore, 3. Duke of Beaufort erbte er 1746 dessen Adelstitel als 4. Duke of Beaufort, 6. Marquess of Worcester, 10. Earl of Worcester und 12. Baron Herbert. Er wurde dadurch Mitglied des House of Lords und schied aus dem House of Commons aus.
Im Parlament war er Mitglied der Opposition gegen die Regierung Walpole. Als Lord Gower 1744 Mitglied der Regierung Pelham wurde, übernahm Somerset de facto die Parteiführung der Tories. Er sympathisierte mit den Jakobiten und beteiligte sich diplomatisch an den Bemühungen um eine Teilnahme Frankreichs am schließlich erfolglosen Jakobitenaufstand von 1745, blieb für diese Taten von der britischen Regierung jedoch unbehelligt. Gegen Ende der 1740er Jahre bemühte er sich aktiv um die Unterstützung des Kronprinzen Frederick, Prince of Wales, für die Tories.
Am 1. Mai 1740 heiratete er Elizabeth Berkeley (um 1719–1799), die Schwester des Norborne Berkeley, 4. Baron Botetourt. Mit ihr hatte er fünf Töchter und einen Sohn:
- Lady Anne Somerset (1741–1763), ⚭ 1759 Charles Compton, 7. Earl of Northampton;
- Lady Elizabeth Somerset (1742–1760), starb unverheiratet;
- Henry Somerset, 5. Duke of Beaufort (1744–1803), ⚭ 1766 Hon. Elizabeth Boscawen;
- Lady Rachel Somerset (1746–1747);
- Lady Henrietta Somerset (1748–1770), ⚭ 1769 Sir Watkin Williams-Wynn, 4. Baronet, MP;
- Lady Mary Isabella Somerset (1756–1831), ⚭ 1776 Charles Manners, 4. Duke of Rutland.

Er starb 1756 und wurde von seinem einzigen Sohn Henry beerbt.